# Guido Calgari

Guido Calgari (1958)

Guido Calgari (* 13. Dezember 1905 in Biasca; † 8. September 1969 in Montecatini Terme) war ein Schweizer Politiker, Hochschullehrer und Schriftsteller.

## Leben
Guido Calgari war der Sohn von Cesare Calgari und dessen Ehefrau Emilia, geb. Berla. Er studierte Philosophie an der Universität Bologna und beendete es mit einem Doktorat, für das er den Literaturpreis Premio Vittorio Emanuele II erhielt. Im Anschluss daran wurde er zunächst Lehrer am Gymnasium von Lugano und später an der Höheren Handelsschule in Bellinzona. 1940 übernahm er die Leitung des Tessiner Lehrerseminars in Locarno.
Nach dem Tod von Giuseppe Zoppi 1952 wurde er dessen Nachfolger auf dem Lehrstuhl für italienische Literatur an der Eidgenössischen Technischen Hochschule (ETH) in Zürich. Neben seiner Tätigkeit als Lehrer betätigte er sich als Publizist sowie als Mitarbeiter und Chronist für Radio Monteceneri. 
Guido Calgari war mit Carmen, geb. Tanzi, verheiratet.

### Politisches Wirken
Ab Mitte der 1930er Jahre trat er als Kämpfer gegen den Faschismus und als hartnäckiger Verteidiger der helvetischen Werte auf. Hierbei kam es wiederholt zu Auseinandersetzungen mit dem Luganer Kreis um Giovan Battista Angioletti, dessen herausragendes Mitglied der charismatische Francesco Chiesa war. Aufgrund seiner Begabung als Polemiker und Redner wurde Guido Calgari einer der landesweit bekannten Führer der Neuen Helvetische Gesellschaft. In den politischen und gesellschaftlichen Auseinandersetzungen seiner Zeit, in der er unter anderem gegen die Überfremdungsinitiative auftrat und sich für die Saisonarbeiter einsetzte, stand er stets in vorderster Reihe; hierbei veranstaltete und animierte er verschiedene Kundgebungen und Feiern.
Im kriegerischen Klima der Geistigen Landesverteidigung arbeitete er eng mit dem Bundesrat zusammen und veröffentlichte einige Schriften, die bereits damals nicht unangefochten waren; er war auch Mitarbeiter am Zivilverteidigungsbuch.

### Schriftstellerisches Wirken
Mit seiner Prosasammlung Quando tutto va male, die er 1933 veröffentlichte, erzählte er eindringlich von dem schwierigen Leben der Bergbauern. 
Um ein Gegengewicht zum italienfreundlichen Schriftstellerkreis um Giovan Battista Antioletti zu schaffen, gründete er 1941, zusammen mit Arminio Janner die Zeitschrift Svizzera Italiana, die bis 1962 existierte. Nachdem sich in den 1950er und 1960er Jahren die Kontroversen beruhigt hatten, schuf er eine grosse Anzahl Veröffentlichungen als Erzähler, Essayist und Historiker.
Er betätigte sich auch als Librettist und schrieb den Text von Casanova e l’Albertolli von Richard Flury, das 1938 an der Fiera Svizzera di Lugano uraufgeführt wurde.

## Mitgliedschaften
1944 gründete er den Schweizerischen Schriftstellerverband Associazione scrittori della Svizzera italiana (ASSI).

## Schriften (Auswahl)
- Il sonno e i sogni: note di psicologia. Licinio Cappelli, Bologna 1928.
- Rinascita culturale nella Svizzera italiana: scrittori ticinesi. Licinio Cappelli, Bologna 1929.
- Le porte del mistero: canti di vita, di morte e d’amore. Grassi, Bellinzona 1929.
- Scienza e filosofia nel futuro. Tipografia Pedrazzini, Locarno 1932.
- Quando tutto va male. Mazzuconi, Lugano 1933.
- Nicolao della Flüe: due tempi per la Radioscuola ticinese. Istituto Editoriale Ticinese, Bellinzona 1935.
- mit Adolphe Weitzel und Aldof Graf: L’insegnamento commerciale e l’educazione nazionale del giovane commerciante. Krebs, Basilea 1937.
- L’educazione nazionale e l’insegnamento commerciale. Istituto Editoriale Ticinese, Bellinzona 1938.
- Guido Calgari; Hedwig Kehrli: Karge Erde: Novellen aus den Tälern der Leventina. Huber, Frauenfeld/Leipzig 1940.
- Racconti sgradevoli. Verlag: Il Ceppo-Istituto Editoriale Ticinese Grassi & Co., Bellinzona-Lugano 1957.
- Storia delle quattro letterature della Svizzera. Nuova accademia, Mailand 1958.
- Culture italiana in Svizzera. Sansoni, Florenz 1959.
- Ticino degli uomini. Tipografia Pedrazzini, Locarno 1966.
- Die vier Literaturen der Schweiz. Walter-Verlag, Olten 1966.
- mit Mario Agliati und Vincenzo Vicari: Storia della Svizzera. Fondazione Ticino Nostro, Lugano 1969.